# Харб аль-Фиджар
Харб аль-фиджа́р (араб. حرب الفجار‎ — кощунственная война) — один из эпизодов в жизнеописании пророка Мухаммеда, встречается у Ибн Хишама и Ибн Исхака. Война аль-Фиджар — вооружённый конфликт между племенами курейшитов и кинанитов с одной стороны, и племенем кайс — с другой. Так как этот конфликт вспыхнул в месяц рамадан, который почитался у арабов в числе «запретных месяцев», война получила название «аль-фиджар» («война беззакония» или «кощунственная война»). В этой войне в возрасте от 15 лет принимал участие будущий пророк Мухаммед, который подавал стрелы братьям своего отца. Предводителем курейшитов был Харб ибн Умайя.